# Batalla de Jieqiao
La batalla de Jieqiao, también conocida como la batalla del Puente Jie, se libró entre los señores de la guerra Yuan Shao y Gongsun Zan en 191 durante los conflictos de las postrimetrías de la dinastía Han Oriental. Fue el primer choque armado significativo entre los señores de la guerra rivales en la contienda por el dominio de las provincias de Ji y Qing en el norte de China. El lugar de la batalla generalmente se considera un emplazamiento al este del condado de Guangzong, Comandancia de Julu (actualmente condado de Wei, Xingtai, Hebei ).

## Contexto
A finales del invierno de 191, tras una campaña victoriosa contra los remanentes de los rebeldes de los Turbantes Amarillos, Gongsun Zan aprovechó el pretexto de la muerte de su primo Gongsun Yue en la batalla de Yangcheng para declarar la guerra a Yuan Shao. Su ejército marchó hacia el suroeste entre los ríos Qing y Amarillo hacia la provincia de Ji y pronto varias ciudades bajo el control de Yuan se vieron obligadas a cambiar de bando. Yuan Shao se apresuró a hacer gestos conciliadores, en un intento por evitar una guerra a gran escala. Abandonó su cargo oficial como Gran Administrador de Bohai en favor de Gongsun Fan, un primo de Gongsun Zan. Este, sin embargo, se hizo cargo de la guarnición de Bohai y procedió a unirse a su primo.

## La batalla
Yuan Shao en respuesta avanzó con sus fueras y ambos bando se se encontraron 40 km al sur del puente Jie, un cruce sobre el río Qing. El ejército de Gongsun Zan tenía una fuerza de 40.000 soldados, con 30.000 infantes y 10.000 jinetes. Dispuso su infantería en un cuadrado y dividió su caballería en alas izquierda y derecha. En el centro se colocaron sus "voluntarios de caballos blancos" (白馬義從), una unidad montada de élite que formaba el núcleo de su fuerza de combate. Si bien los números pueden haber sido exagerados, su apariencia debe haber sido impresionante pues los Registros de los Tres Reinos relatan que sus "banderas y armaduras iluminaron el cielo y la tierra". Aunque el ejército de Yuan Shao era de un tamaño comparable, estaba formado casi en su totalidad por infantería. Su comandante Qu Yi se colocó a la vanguardia con 800 tropas de primera y 1.000 ballesteros. Detrás de ellos se encontraban masas de soldados de infantería, que se contaban por decenas de miles, comandados por el propio Yuan Shao.
Al observar que la vanguardia de Yuan estaba muy dispersa, Gongsun Zan ordenó una carga de su caballería. El objetivo era "romper la línea enemiga": destruir el núcleo del ejército contrario y luego envolver a los enemigos en retirada. Los hombres de Qu Yi se escondieron detrás de sus escudos y esperaron el ataque. Cuando la caballería de Gongsun estaba a solo diez pasos de distancia, los ballesteros soltaron oleadas de virotes, seguidos por los soldados de a pie, que se levantaron con sus lanzas. Después de un tumulto general, el frente de la línea de Yuan Shao estaba lleno de caballos caídos y muertos de Gongsun Zan. El general Yan Gang de Gongsun (嚴綱) murió en los combates. Se dice que el ejército de Yuan Shao tomó 1.000 cabezas. Habiendo fallado en romper la línea enemiga, la caballería de Gongsun dio la vuelta y se alejó de la batalla, seguida por la infantería.
Gongsun Zan intentó reunirse y mantener la línea en el río Qing. Su retaguardia se enfrentó con los hombres de Qu Yi en el puente Jie y se vieron obligados a retirarse. El campamento abandonado de Gongsun fue rápidamente invadido siendo tomado su estandarte de cola de yak.
Al ver que Gongsun estaba casi derrotado, Yuan Shao avanzó con una guardia personal de varias decenas de ballesteros y cien hombres de armas. Fue sorprendido por 2.000 jinetes que se habían separado de la fuerza principal de Gongsun Zan. Según los Registros de los Tres Reinos, el ayudante de campo Tian Feng estaba a punto de apoyar a Yuan Shao detrás de un muro bajo para refugiarse. Yuan arrojó su casco al suelo y dijo: "Un hombre de verdad debería morir frente a las filas. Estar ocioso detrás de una pared, ¡esa no es manera de vivir!" Los jinetes enemigos, ignorantes de la identidad de Yuan Shao, estaban comenzando a retirarse cuando Qu Yi llegó a la escena para ahuyentarlos. Esta historia, algo separada de la secuencia de batalla principal, enfatiza la valentía de Yuan Shao.

## Consecuencias
La  batalla de Jieqiao detuvo el avance hacia el sur de Gongsun Zan, pero de ninguna manera fue decisiva en la prolongada lucha entre Gongsun y Yuan que duró hasta 199. Gongsun regresó un año después, en el invierno de 192, por la misma ruta. Aunque la batalla fue un revés para Gongsun Zan, no tuvo un impacto significativo en su ejército. Muchos de los soldados que huyeron encontraron el camino de regreso a Gongsun en los días y semanas posteriores a la batalla.
La batalla es única porque se describe en detalle en los Registros de los Tres Reinos. La disposición de los ejércitos y las tácticas utilizadas, generalmente omitidas en las historias tradicionales chinas, son razonablemente claras y demuestra la ineficacia de la caballería, incluso unidades veteranas, contra una unidad de infantería disciplinada bajo un liderazgo competente. También es importante notar que aunque los números involucrados son muy altos, la lucha real la decide solo una pequeña porción de élite de todo el ejército. Una vez que el núcleo principal fue derrotado, las masas desmoralizadas lo siguieron rápidamente.